# Żnin
Żnin [ˈʒɲin] (deutsch Znin, seit 21. Mai 1941 Dietfurt (Wartheland); früher auch Schnin) ist eine Stadt im Powiat Żniński der Woiwodschaft Kujawien-Pommern in Polen. Die Stadt mit etwa 13.850 Einwohnern ist Sitz des Powiat und der gleichnamigen Stadt-und-Land-Gemeinde mit etwas mehr als 24.000 Einwohnern.

## Geographische Lage

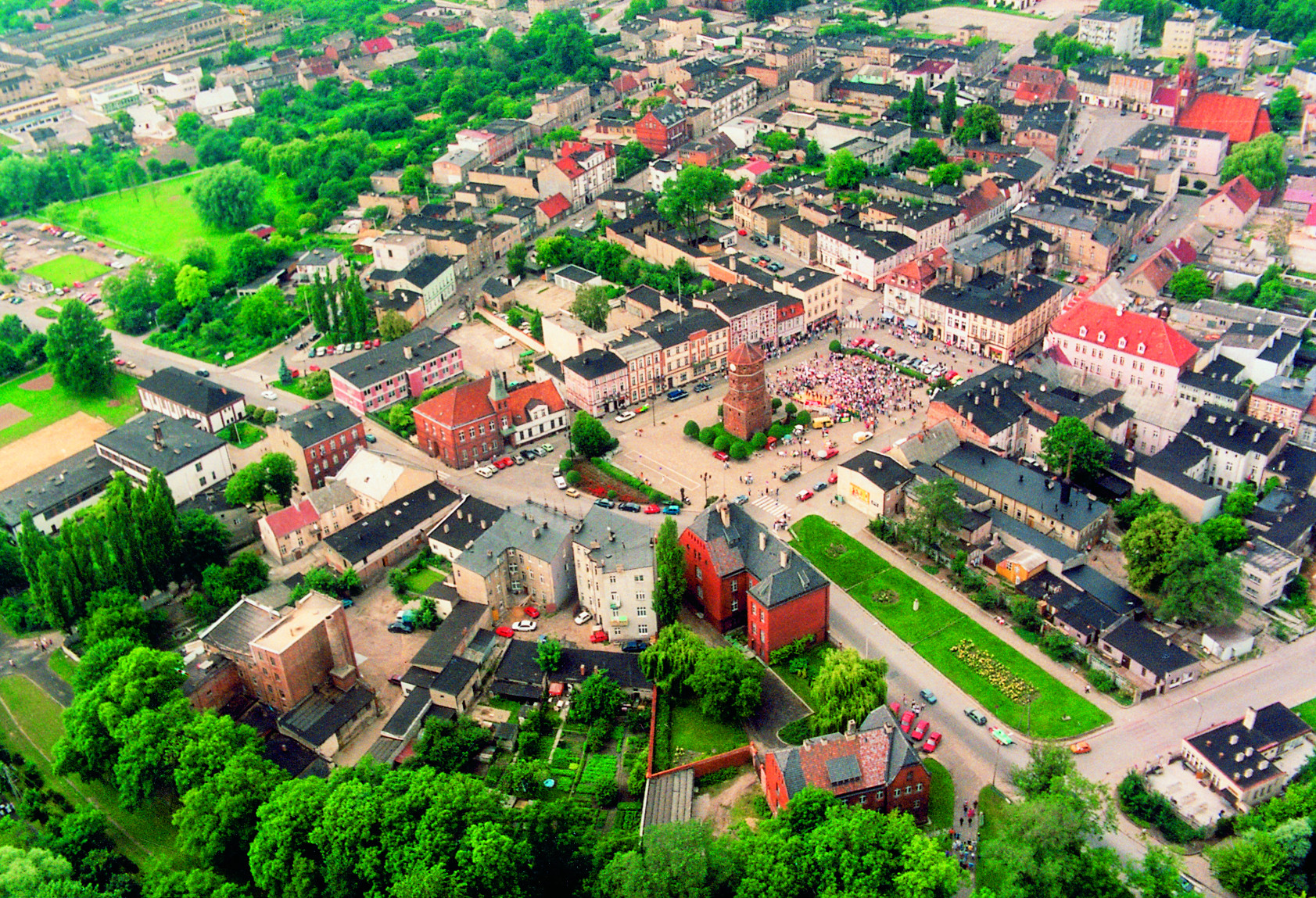
Stadtpanorama mit dem Marktplatz im Stadtzentrum

Die Stadt liegt in der historischen Region Posen, beiderseits der Gąsawka (Gonsawka) zwischen dem Duże Żnińskie und Małe Żnińskie (Großer und Kleiner Zniner See), etwa 30 Kilometer südwestlich von Bydgoszcz (Bromberg) und 75 Kilometer nordöstlich der Stadt Posen.

## Geschichte

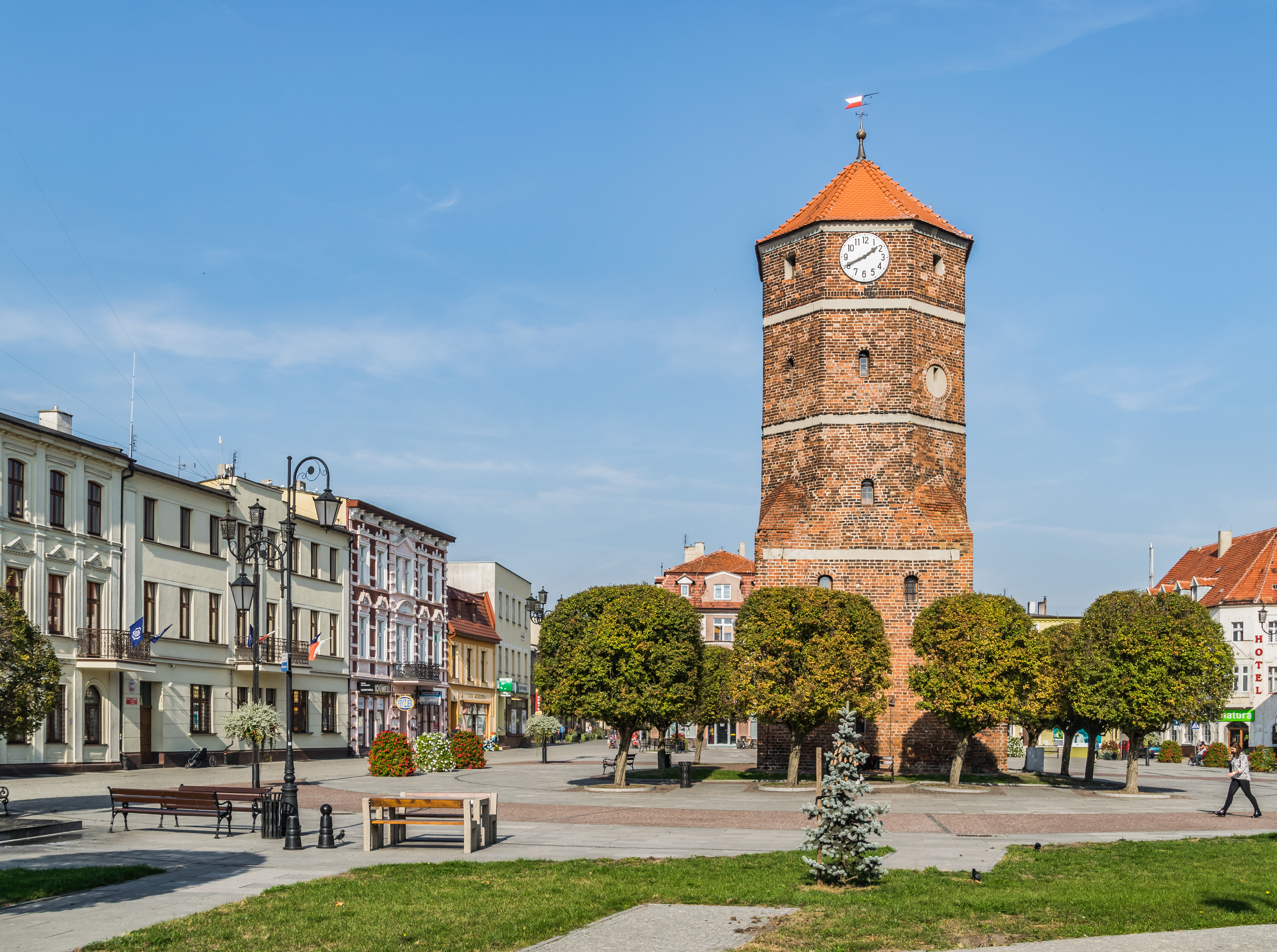
Stadtzentrum von Żnin

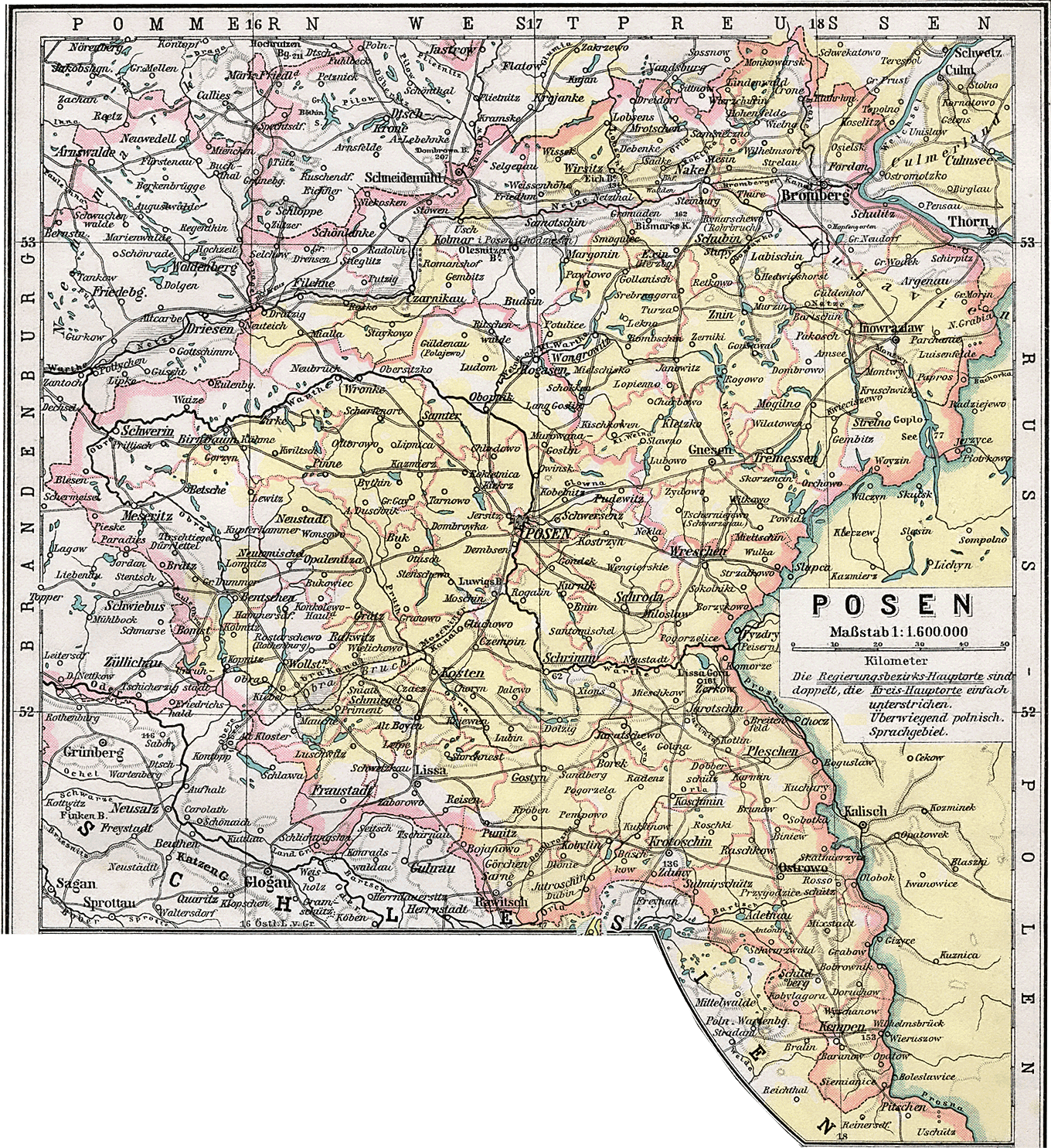
Znin, südwestlich von Bromberg und nordöstlich der Stadt Posen, auf einer Landkarte der Provinz Posen von 1905 (gelb markierte Flächen kennzeichnen Gebiete mit seinerzeit mehrheitlich polnischsprachiger Bevölkerung)

Die Entstehung des Ortes geht wahrscheinlich auf das 11. Jahrhundert zurück. Die älteste schriftliche Erwähnung findet sich in einem päpstlichen Dokument aus dem Jahr 1136, welches diesen und weitere 29 Orte in das Eigentum des Erzbischofs von Gnesen übergab (Erzbistum Gniezno). 1148 wurde in Żnin ein eigenes Bistum eingerichtet. Zu dieser Zeit war die Stadt auch Sitz einer Kastellanei. Als Datum der Erhebung zur Stadt wird manchmal 1272 angegeben, jedoch gingen die entsprechenden Dokumente schon im Mittelalter verloren. 1331 wurde Żnin von Deutschordensrittern niedergebrannt. Nach dem Wiederaufbau wurde die Stadt befestigt. König Kasimir der Große hielt sich mehrmals in Żnin auf und bestätigte die alten Privilegien der Stadt. Ab 1374 war Żnin auch eine bevorzugte Residenz der Erzbischöfe von Gnesen. In der zweiten Hälfte des 17. Jahrhunderts entvölkerten Pest, Hunger und wiederholte Brände die Stadt. Durch die erste Teilung Polens kam Żnin 1772 an Preußen. Während der Napoleonischen Zeit wurde sie 1807 Teil des Herzogtums Warschau, wurde aber vom Wiener Kongress 1815 erneut Preußen zugesprochen. 
Bis zum Ende des Ersten Weltkriegs war Znin Kreisstadt des Kreises Znin im Regierungsbezirk Bromberg der preußischen Provinz Posen im Deutschen Reich. Nach dem Posener Aufstand 1919 und dem Versailler Vertrag wurde die Stadt am 10. Januar 1920 an Polen abgetreten.
Nach dem Überfall auf Polen 1939 durch die deutsche Wehrmacht und der völkerrechtswidrigen Annexion durch das Deutsche Reich erhielt die Stadt den Namen Dietfurt. 1942 befand sich dort ein Lager für die Abteilung K 4 / 36 des Reichsarbeitsdienstes (RAD). Gegen Ende des Zweiten Weltkriegs wurde die Region von der Roten Armee besetzt und kurz danach von der Sowjetunion der Volksrepublik Polen zur Verwaltung überlassen.

### Demographie
| Jahr | Einwohner | Anmerkungen |
| ---- | --------- | --- |
| 1780 | 562       | [ 7 ] |
| 1783 | 606       | [ 7 ] |
| 1788 | 705       | in 120 Häusern |
| 1802 | 991       | [ 2 ] |
| 1816 | 1127      | davon 134 Evangelische, 930 Katholiken, 63 Juden |
| 1818 | 931       | [ 10 ] |
| 1821 | 1261      | in 177 Privatwohnhäusern |
| 1826 | 1520      | in 166 Häusern, 650 Juden |
| 1837 | 1548      | [ 9 ] |
| 1843 | 1685      | [ 9 ] |
| 1858 | 1867      | [ 9 ] |
| 1861 | 1922      | [ 9 ] |
| 1867 | 2100      | am 3. Dezember |
| 1871 | 2237      | darunter 250 Evangelische, 1550 Katholiken und 440 Juden (1400 Polen); nach anderen Angaben 2237 Einwohner (am 1. Dezember), davon 210 Evangelische, 1598 Katholiken, ein sonstiger Christ, 428 Juden                                         |
| 1875 | 2407      | [ 12 ] |
| 1880 | 2483      | [ 12 ] |
| 1890 | 2587      | davon 363 Evangelische, 1910 Katholiken, 313 Juden, ein Sonstiger |
| 1905 | 4088      | darunter 941 Evangelische und 241 Juden |
| 1910 | 4547      | am 1. Dezember, darunter 1472 mit deutscher Muttersprache (1102 Evangelische, 142 Katholiken, ein sonstiger Christ und 227 Juden) und 3039 mit polnischer Muttersprache (3037 Katholiken und zwei Juden); nach anderen Angaben 4553 Einwohner |

## Gemeinde
Zur Stadt-und-Land-Gemeinde (gmina miejsko-wiejska) Żnin gehören die Stadt und 37 Dörfer mit Schulzenämtern.

### Städte- und Gemeindepartnerschaften
- Birštonas, Litauen
- Mettmann, Deutschland
- Ommen, Niederlande
- Veselí nad Moravou, Tschechien

## Verkehr und Sehenswürdigkeiten
Die Stadt hatte einen Bahnhof an der Bahnstrecke Inowrocław–Drawski Młyn, in Żnin zweigte die Bahnstrecke Żnin–Szubin ab.
Darüber hinaus gab es die heute teilweise als Museumseisenbahn betriebene Żnińska Kolej Powiatowa (Zniner Kreisbahn). Im Dorf Wenecja, durch die diese Bahnstrecke führt, befinden sich das Schmalspurbahnmuseum Wenecja und die oft besuchte Burgruine.

## Sport
Der Verein Baszta Żnin hat eine Abteilung für Motorbootrennsport, die seit 1979 regelmäßig jährlich ein Motorbootrennen auf dem kleinen See veranstaltet. Dabei geht es fast immer um Welt- und Europameistertitel. 2011 gewann hier erstmals ein deutscher Teilnehmer die Goldmedaille, Manuel Saueressig aus Brodenbach wurde Europameister der Klasse F-4S.

## Söhne und Töchter der Stadt
- Jakub von Żnin, Erzbischof von Gnesen
- Jan Śniadecki (1756–1830), Mathematiker und Astronom
- Louis Lewin (1868–1941), Rabbiner und Historiker
- Isidor Caro (1876/77–1943), deutscher Rabbiner
- Franz Arnold (1878–1960), Dramatiker
- Winfried Steffani (1927–2000), Politikwissenschaftler
- Karol Linetty (* 1995), polnischer Fußballspieler.